# Synoda o rodině (1980)
V. řádné valné shromáždění biskupského sněmu (Synoda o rodině 1980) se konalo 26. září – 25. října 1980 v Římě. Tématem zasedání delegátů římskokatolických biskupů z celého světa byla Křesťanská rodina.

## Dokument
Výsledným dokumentem, který vyšel z tohoto zasedání biskupského sněmu, byla postsynodální apoštolská exhortace Familiaris consortio napsaná papežem Jan Pavlem II. (promulgovaná 22. listopadu 1981), která pojednává o úkolech křesťanské rodiny v současném světě. V ní Jan Pavel II. představuje veliký zájem církve o rodinu a nastiňuje důležitost manželství, rodiny a výchovy ve společnosti.